# Alexandru Macedonski
Alexandru M. Macedonski (14 de marzo de 1854 - 24 de noviembre de 1920) fue un poeta, prosador y dramaturgo, jefe de círculo literario y publicista rumano. Es conocido principalmente por haber promovido el simbolismo francés en Rumanía, siendo también influenciado por las obras de Gérard de Nerval, Charles Baudelaire y los poetas parnasianos. Fue entre los primeros poetas rumanos que usaron el verso blanco y el verso libre. 

## Vida
Nacido en Bucarest, en el arrabal "Precupeţii-Noi", en el 14 de marzo de 1854, Alexandru Macedonski fue el nieto de Dimitrie Macedonski, capitán de "panduri" (los que lucharon en la Revolución de 1821, liderada por Tudor Vladimirescu) y simpatizante de Eteria (organización secreta que luchaba para la independencia de Grecia frente al Imperio otomano). Su padre, el coronel (que llegó a ser general) Al. Dimitrie Macedonski, tuvo un papel importante en la elección de Alexandru Ioan Cuza como "domnitor" de los Principados Unidos de Valaquia y Moldavia. Llegó a ser ministro de guerra en el gobierno de Cuza. Su madre, Maria, era descendiente de la pequeña nobleza de Oltenia. 
La mayor parte de la infancia de Macedonski pasó en el pueblo natal de su padre, Adâncata-Pometeşti, en el valle de Amaradia, distrito de Dolj. 
En el otoño de 1862 Alexandru Macedonski empezó sus estudios en la escuela primaria más vieja de Craiova, situada al lado de la iglesia Obedeanu. 
Después de aprobar los cursos de la escuela primaria, el futuro poeta entró, en septiembre de 1865, en la primera clase del Colegio de Craiova. 
Partiendo después de aprobar la cuarta clase gimnasial, cuando tenía sólo 16 años, al extranjero, viaja solo por Austria, Italia, Suiza, de nuevo Italia, para establecerse al final, en 1872, en Bucarest. 
La lírica de Macedonski es ecléctica, con elementos del parnasianismo, simbolismo y romanticismo.
En Rumanía es conocido también por sus ataques en contra de Mihai Eminescu (la mayoría bajo la forma de epigramas), al cual detestaba, quizás por culpa de la envidia. De todas maneras, Macedonski es considerado uno de los grandes poetas rumanos del siglo XIX.